# 马仁兴
马仁兴（1904年9月26日—1947年6月23日），号兴斋，汉族，河北省平乡县游庄乡后张范村人。中国共产党高级干事干部。

## 生平
1938年国民革命军骑兵第14旅活动在河南周口地区，与彭雪枫的豫东支队接触。1938年10月经彭雪枫派到骑兵第14旅任联络员的汪治介绍秘密加入中国共产党。1941年4月14日在河南林县一带率骑兵第28团1,600余人投共。
1947年东北夏季攻势进攻四平之战中，由于进攻铁西区伤亡惨重于6月21日奉命把攻城任务移交给东野六纵第16师，准备撤到城外打援。撤离前，马仁兴对师政委邓东哲说：“我们撤出打敌援兵，不可能马上返回，咱们去看看地形吧，以后好总结这次战斗经验教训。”6月23日晚20时与师政委邓东哲、师参谋长黄忠诚走出四马路街北端铁道下的涵洞东口时，胸部中流弹（未贯通）牺牲。逝世后，被安葬在齐齐哈尔市西满烈士陵园。